# Percy Jackson (postava)

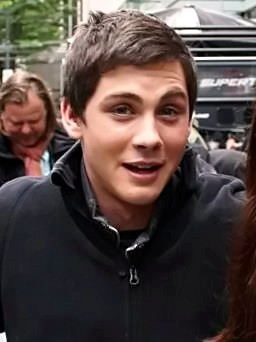
Logan Lerman herec filmového Percyho Jacksona

Perseus „Percy“ Jackson je hlavní postava knižní série Ricka Riordana Percy Jackson a Olympané a jednou z hlavních postav knižní série Bohové Olympu.

## Popis
Percy je synem boha moří a oceánů Poseidóna a Sally Jacksonové. Jeho prarodiči jsou Kronos a Rheia. Percy bydlí na Manhattanu v New Yorku, jeho věk v knize je 12–17 let a jeho nejbližšími přáteli v knize jsou jeho bratr kyklop Tyson, satyr Grover a Annabeth. V prvním dílu – Percy Jackson: Zloděj blesku – musí najít ztracený Diův blesk, donést ho zpět na Olymp a zároveň zachránit svou maminku ze spárů podsvětí. Ve druhé knize – Percy Jackson: Moře nestvůr – se ztratí Percyho nejlepší přítel Tyson a hrozí, že Cheirón, dlouholetý učitel hrdinů a vůdce Tábora polokrevných, bude navždy vykázán z Tábora, jelikož je obviněn z otravy Thaliiny borovice. Následující díl - Percy Jackson: Prokletí Titánů se odehrává v zimě, kdy musí Percy s partou Lovkyň a Groverem zachránit samotnou paní Artemis ze spárů Titánů. V předposledním díle první série – Percy Jackson: Bitva o Labyrint – už jde opravdu o život a Tábor hledá všemožné způsoby, jak Krona porazit. Jedním z nich je prozkoumání tajemného Daidalova labyrintu, ze kterého se ne všichni vrátí. Poslední díl – Percy Jackson: Poslední z bohů – je velkolepým zakončením. Manhattan je centrem obří bitvy, ve které má strana zla ohromnou převahu. Ovšem dobro se nevzdává a bojuje do posledních sil.

### Knižní Percy
Percy má černé vlasy a zelené oči a byl již sedmkrát vyhozen ze školy. Jeho matka je Sally Jacksonová (pracovala v cukrárně, ze které Percymu občas donesla nějaké modré sladkosti, proto má nejraději modré jídlo) a adoptivní otec Gabe Uglliano (Percy pro něj má také výstižnou přezdívku – Smraďoch Gabe), po jeho smrti Paul Blofis.
Má meč Anaklusmos, který se mění do podoby propisky, jež se mu objeví v kapse vždy, když ho ztratí. Jako většina polobohů má problém s hyperaktivitou, poruchami pozornosti a dyslexií. Díky jeho otci (Poseidónovi), umí číst starořecké texty a také má schopnost ovládat vodu, která mu i léčí zranění; může se potápět do libovolné hloubky a umí pod ní i dýchat, jelikož může dýchat samotnou vodu. Perfektně ovládá lodě a na moři má skvělý orientační smysl. Jeho otec také stvořil koně, tudíž má pro ně i Percy zvláštní cit a umí s nimi hovořit. Má dobrého přítele, pegase Blackjacka, kterého ve druhém dílu osvobodil z Lukovy lodi „princezny Andromedy“.

### Filmový Percy
Film se od knihy významně liší. Filmový Percy má oproti knize hnědé vlasy a modré oči a ve filmu ho ztvárnil Logan Lerman. Od knižního Percyho se liší také věkem – v prvním filmu je mu asi tak 16–17 let, kde je také naznačeno, že se zamiloval do Annabeth, ale podle knižní předlohy by se do ní měl zamilovat až ve 4. až 5. díle, tedy přibližně ve 14 letech.